# Nepocarcelia palustrae
Nepocarcelia palustrae är en tvåvingeart som först beskrevs av Juan Brèthes 1908.  Nepocarcelia palustrae ingår i släktet Nepocarcelia och familjen parasitflugor. Inga underarter finns listade i Catalogue of Life.